# Mitsubishi Ki-21
El Mitsubishi Ki-21 (九七式重爆撃機|Kyūnana-shiki jūbakugekiki), fue un bombardero pesado bimotor japonés designado como Bombardero Pesado del Ejército Tipo 97 Modelo IA (Mitsubishi Ki-21-Ia). 
Además de una excelente aerodinámica y diseño, el avión también tenía desventajas como un insuficiente armamento defensivo, no contaba con blindaje para la tripulación ni protección en los tanques de combustible y la carga de bombas era escasa; sin embargo, era más rápido que cualquier otro bombardero de su misma clase y tenía un mayor alcance de vuelo. Comenzó a operar durante la segunda guerra sino-japonesa participando también en el Incidente de Nomonhan y en las primeras etapas de la Guerra del Pacífico , incluidas la Campaña de Malasia, Birmania, Campaña de las Indias Orientales Neerlandesas y Campaña de Nueva Guinea. También se utilizó para atacar objetivos tan remotos como el oeste de China, la India y el norte de Australia. El nombre - código clave dado por los aliados fue "Sally".

## Desarrollo y diseño
El 15 de febrero de 1936, el Servicio Aéreo del Ejército Imperial Japonés emitió un requisito solicitando un nuevo bombardero pesado como reemplazo tanto del Mitsubishi Ki-20 (Bombardero Pesado del Ejército Tipo 92) como del Ki-1 (Bombardero Pesado del Ejército Tipo 93). El diseño requería una tripulación de al menos cuatro, una velocidad máxima de 400 km/h, a una altitud de 3000 m, que la aeronave debía ganar a plena carga en 8 minutos, autonomía de al menos cinco horas a una velocidad de 300 km/h y una carga de bombas de 750 kg ampliada con rango de vuelo reducido a 1000 kg. Los parámetros de diseño eran muy ambiciosos y pocos bombarderos bimotores de cualquier otra fuerza aérea podían superar ese rendimiento en ese momento.
Se solicitó a las compañías Mitsubishi Jūkōgyō y Nakajima Hikōki K.K. con base en sus diseños la construcción de dos prototipos cada una para pruebas competitivas, pero se rechazó otra propuesta de la firma Kawasaki (Ki-22). El diseño de Mitsubishi era un monoplano en voladizo de ala media totalmente metálico con tren de aterrizaje retráctil operado hidráulicamente, la bahía de bombas estaba ubicada debajo de los largueros de la sección central, y sobre ellos había dos tanques de gasolina, desplazados hacia el lado de babor con un pasaje para acceder a la sección de cola a estribor y estaba propulsado por dos motores radiales Mitsubishi Shinten 21. El armamento defensivo consistía en tres ametralladoras Tipo 89 cal. 7,7 × 58  mm Arisaka  sobre afustes flexibles; uno estaba en la torreta delantera con ángulos de disparo solo en el plano vertical, el segundo estaba en la torreta trasera y el tercero en la escotilla inferior. El primer prototipo voló el 18 de diciembre de 1936, seguido del segundo prototipo en el mismo mes, que difería en reemplazar la torreta dorsal del primer prototipo con un largo dosel tipo invernadero.
En la competencia resultante, cuyas pruebas se realizaron en la base de Tachikawa, entre el Ki-21 y Ki-19 se encontró que eran similares; el Ki-21 tenía una carga alar más baja y mejores características de vuelo, mientras que el diseño de Nakajima era una mejor plataforma de bombardeo con motores más confiables. Para tomar una decisión final, se ordenaron dos prototipos más a cada compañía, asimismo, Mitsubishi recibió instrucciones de intercambiar sus propios motores radiales Mitsubishi Shinten (Ha-6) de 920 hp por los Nakajima Ha-5 de 660 kW (890 hp) utilizados en el diseño de Nakajima y viceversa, mientras que en el Ki-21 la enorme torreta de morro fue reemplazada por una proa alargada y acristalada con una montura de ametralladora de bola inspirada en el diseño del bombardero Nakajima, además sus superficies de cola fueron revisadas. Así modificado, el Ki-21 demostró prestaciones superiores y se ordenó su producción en noviembre de 1937.
El prototipo Mitsubishi Ki-21-I, propulsado por dos motores Nakajima Ha-5 con una potencia 708 kW (950 hp) de despegue, 805 kW (1080 hp) a 4000 m. La primera serie iniciada en la primavera de 1938 la capacidad de combustible se incrementó de 1840 a 2635 l. Designado como Bombardero Pesado del Ejército Tipo 97 Modelo IA (Mitsubishi Ki-21-Ia) entró en servicio en agosto de 1938, complementando y luego reemplazando a los bombarderos Fiat BR.20 adquiridos como medida provisional.
El "incidente chino-japonés" se convirtió en una guerra a gran escala, en la que el Servicio Aéreo de la Armada Imperial Japonesa se llevó la peor parte de la lucha por la superioridad aérea. Como resultado, se hizo todo lo posible para acelerar la entrega del Ki-21 a la fuerza aérea del ejército; ese, y el reemplazo de sus obsoletos bombarderos pesados Ki-1 y Ki-20 fue el motivo de la "apresurada" compra de entre 83/85 ejemplares del mediocre Fiat BR.20, - aunque, de hecho, actuando en el límite de su radio táctico, y sin cobertura de cazas, no cabía esperar otros resultados; las pérdidas fueron tan altas que tres meses después, los dos Sentai equipados con este tipo de aviones fueron retirados de las operaciones de combate - y el 60.º Sentai con los primeros Ki-21 entregados, se convirtió en la única formación de bombarderos de largo alcance de la fuerza aérea del ejército. Por lo que adicionalmente, y debido a ello, se firmó un contrato con la compañía Nakajima para la producción del Ki-21 bajo licencia en su planta de Ota. A este modelo, le siguieron variantes mejoradas (ver más abajo) antes de que la producción del tipo finalizara en septiembre de 1944. Se construyeron un total de 2064 aviones, 1713 por Mitsubishi y 351 por Nakajima.
La experiencia operacional en China, mostró ciertas deficiencias en el armamento defensivo, lo que condujo al mejorado Ki-21-Ib con cuatro, en lugar de tres ametralladoras, asimismo se amplió la bodega de bombas para obtener mayor capacidad. Fue seguido por el Ki-21-Ic con una mayor capacidad de combustible y la adición de una quinta ametralladora. El desarrollo de este modelo continuó con cuatro prototipos Ki-21-II con motores más potentes Mitsubishi Ha-101 y que en entraron en producción como Ki-21-IIa conservando el mismo armamento que la versión anterior. La variante final producida fue la Ki-21-IIb que incorporó algunos detalles en el equipo. Además, cierto número de aviones de la variante Ki-21-Ia fueron reconvertidos como transportes/cargueros civiles.

## Variantes
Ki-21
Modelos prototipo con diferentes motores y combinaciones de armamento para evaluación. Versión final con motor Nakajima Ha-5. 8 construidos
Ki-21-Ia (Bombardero Pesado del Ejército Tipo 97 modelo IA)
Primer modelo de producción, con motores Nakajima Ha-5-KAI de 708 kW (950 hp). La mayoría fueron construidos por Mitsubishi, 143 fabricados por Nakajima
Ki-21-Ib (Bombardero Pesado del Ejército Tipo 97 modelo IB)
Versión mejorada con ametralladora adicional cal. 7,7 mm, (4 en total) bahía de bombas y superficies de cola rediseñadas. 120 construidos por Mitsubishi, 351 (incluidos Ki-21-Ib / Ic) por Nakajima
Ki-21-Ic (Bombardero Pesado del Ejército Tipo 97 modelo IC)
Tipo mejorado con una ametralladora adicional cal. 7,7 mm, (cinco en total) mayor capacidad de combustible. 160 construidos por Mitsubishi
Ki-21-II
Modelo de evaluación con motores más potentes. 4 construidos
Ki-21-IIa (Bombardero Pesado del Ejército Tipo 97 Modelo IIA)
Modelo de producción basado en Ki-21-II. 590 construidos
Ki-21-IIb (Bombardero Pesado del Ejército Tipo 97 modelo IIB)
Versión de producción final basada en Ki-21-IIa con parte trasera cabina modificada y reemplazada por torreta giratoria. 688 construidos
MC-20-I (Transporte del Ejército Tipo 100 Modelo I)
Conversión en transporte civil desarmado a partir de ejemplares Ki-21-Ia

## Historia operacional
Durante la segunda guerra sino-japonesa, el Ki-21-Ia fue utilizado en combate por el 60.º Sentai a partir del otoño de 1938. Su debut fue el ataque a Chunking y otros centros industriales chinos en diciembre de 1938, llevando a cabo misiones de bombardeo de largo alcance sin escolta junto con los Fiat BR.20 que equipaban los 12º y 98º Sentai. El Ki-21 demostró tener más éxito que el BR.20, ya que tenía un mayor alcance y estructura más robusta y fiable. Dos Sentai más, el 58.º y el 61.º, se desplegaron en Manchuria en el verano de 1939 para realizar operaciones sobre China, y por otro lado los aparatos del 61.o Sentai también se usaron intensamente contra las fuerzas soviéticas y mongolas durante el llamado por los japoneses Incidente de Nomonhan en junio-julio de 1939.
Las pérdidas fueron altas durante las primeras operaciones de combate, apreciándose ciertas debilidades como el escaso armamento defensivo y la falta de tanques de combustible autosellantes, mientras que el sistema de oxígeno tampoco resultó confiable. El Ki-21-Ib fue una versión mejorada diseñada para abordar el problema del armamento al aumentar el número de ametralladoras Tipo 89 cal. 7,7 mm a cinco e incorporar mejoras en las superficies horizontales de cola y aletas del borde de salida y, también se amplió la bahía de bombas. El cañón de cola en una instalación tipo "aguijón" se controlaba de forma remota. Asimismo, los tanques de combustible estaban parcialmente protegidos con capas de caucho laminado.
A esto le siguió en producción el Ki-21-Ic con provisión para un tanque de combustible auxiliar de 500 l instalado en la bahía de armas trasera y una ametralladora más cal. 7,7 mm, lo que elevó el total a seis. Cuatro bombas de 50 kg se transportaron externamente. Para compensar el aumento de peso, se instalaron ruedas principales de mayor tamaño.
Sin embargo, con el ataque a Pearl Harbor y el comienzo de la Guerra del Pacífico, las mejoras de material aéreo de la Fuerza Aérea de la República de China provocaron un aumento de las pérdidas, y la mayoría de los Ki-21-1a, -1b y -1c fueron relegados a tareas de entrenamiento o de segunda línea.
Las unidades de primera línea de mediados de 1940 estaban equipadas con los Ki-21-IIa propulsados por los más potentes motores Mitsubishi Ha-101 de 1140 kW (1530 hp) refrigerados por aire y superficies de cola horizontales aumentadas. Esta se convirtió en la versión principal operada por la mayoría de los escuadrones de bombarderos pesados del Servicio Aéreo del Ejército al comienzo de la Guerra del Pacífico y desempeñó un papel importante en muchas de las primeras campañas. Para las operaciones sobre Filipinas, los Grupos Aéreos 5, 14 y 62 de la JAAF, con base en Taiwán, atacaron objetivos estadounidenses en Aparri, Tuguegarao, Vigán y Luzón el 8 de diciembre de 1941. Los grupos aéreos 3, 12, 60 y 98, con base en la Indochina francesa, atacaron objetivos británicos y australianos en Malasia, bombardeando Alor Setar, Sungai Petani y Butterworth-Seberang Perai bajo la escolta de cazas Nakajima Ki-27 y Ki-43. Sin embargo, a partir de las operaciones sobre Birmania en diciembre de 1941 y principios de 1942, el Ki-21 comenzó a sufrir grandes bajas por parte de los Curtiss P-40 y Hawker Hurricane .
En un intento de compensar parcialmente sus deficiencias, se introdujo el Ki-21-IIb con una torreta superior accionada por pedales y cadena con una ametralladora Ho-104 cal. 12,7 mm, cubiertas de cabina rediseñadas y mayor capacidad de combustible. Aunque se usó en todos los frentes en el teatro del Pacífico, en 1942 quedó claro, que el diseño se estaba volviendo rápidamente obsoleto y se alejaba cada vez más su utilidad en el servicio de primera línea.
A pesar de sus deficiencias, el Ki-21 continuó en servicio hasta el final de la guerra, siendo utilizado como transporte junto con sus versiónes de transporte civil y militar Ki-57 / MC-20 , como entrenador de tripulaciones de bombarderos, paracaidistas, enlace y comunicaciones.
Se vendieron nueve Ki-21-Ia / b a las fuerzas aéreas del Reino de Siam en 1940 con la intención de ser usados contra las fuerzas coloniales francesas de la Francia de Vichy en la Indochina francesa; sin embargo no llegaron a participar en la Guerra franco-tailandesa dado que, sus tripulaciones no habían completado el suficiente entrenamiento.

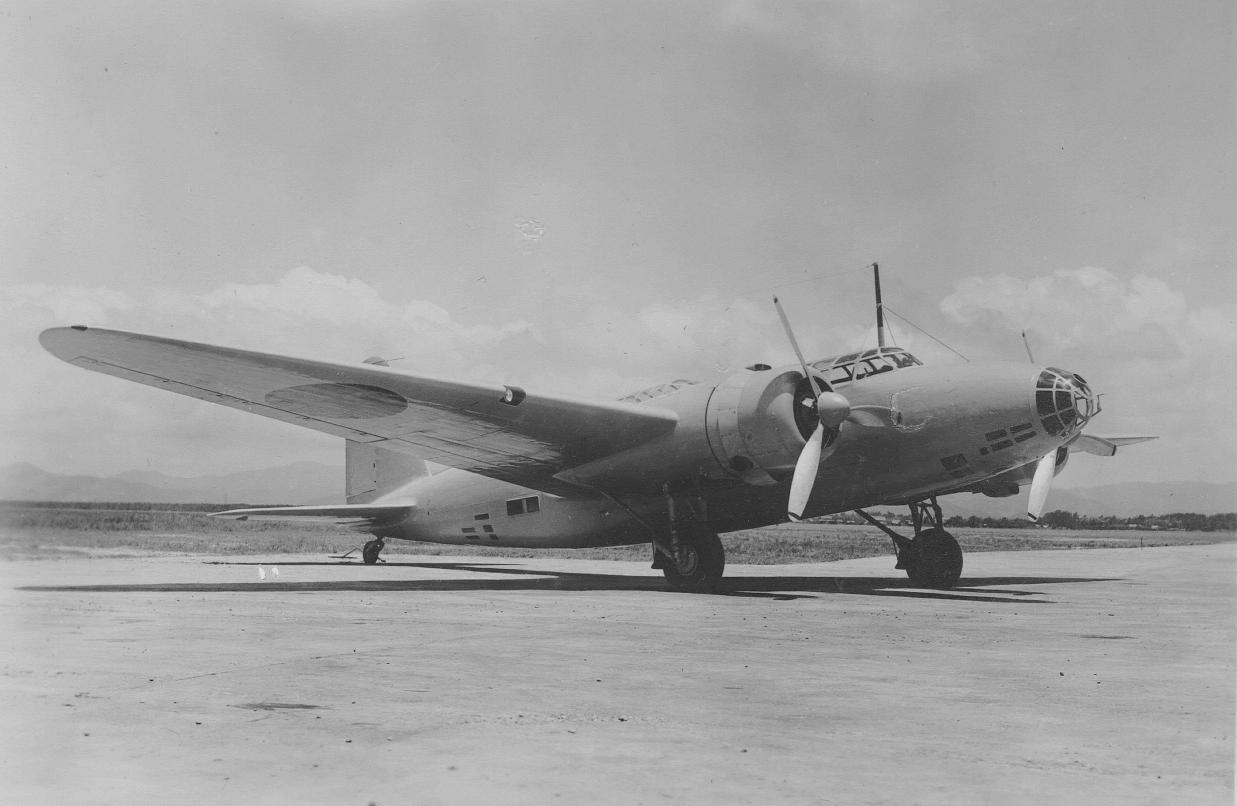
Ki-21 en la base aérea de Hamamatsu

En las postrimerías del conflicto, las fuerzas especiales aerotransportadas del Giretsu Kuteitai utilizaron los Ki-21 restantes en ataques contra las fuerzas estadounidenses en Okinawa y las Islas Ryūkyū. Una de las operaciones más destacadas, consistió en el ataque a los aeródromos en la isla de Okinawa, de Yomitan y Kadena en la noche del 24 de mayo de 1945. Se enviaron doce Ki-21-IIb del Daisan Dokuritsu Hikōtai , con catorce hombres cada uno; cuatro aviones abortaron la misión debido a problemas con sus motores y tres más fueron derribados por la artillería antiaérea. Sin embargo, cinco lograron aterrizar forzosamente en el aeródromo de Yomitan durante la confusión producida por un ataque de diversión de unos 50 cazas y bombarderos del ejército y de la armada. Los asaltantes supervivientes, usando explosivos causaron estragos en los suministros y aviones cercanos, destruyeron 70 000 galones estadounidenses (260 000 l) de combustible y nueve aviones, y dañaron 26 más.
Varios (12) Ki-21-Ia fueron modificados para que sirvieran como transportes de carga/pasaje operados por Tyuka Koku Kaisya, filial de la aerolínea estatal Dai Nippon Kōkū , que, operaba líneas interiores bajo contrato del ejército de ocupación japonés en China para el transporte. Designado MC-20-I , a estos aviones se les retiró el armamento y equipo militar siendo utilizados principalmente como transporte de carga y pasaje, para lo que cada uno contaba con 8 plazas. Las aeronaves construidas más tarde y desde un principio específicamente como transportes recibieron la designación separada de Mitsubishi Ki-57 , y las equivalentes civiles se designaron como MC-20-II.

## Nombres en clave
El Ki-21 tuvo más de un nombre - código aliado. Inicialmente llamado "Jane", el nombre se cambió rápidamente a Sally cuando el general Douglas MacArthur objetó que dicho nombre era el mismo que el de su esposa. Cuando el Ki-21-IIb entró en servicio, la ausencia del largo "invernadero" llevó a los observadores aliados a confundirlo con un tipo completamente nuevo que se denominó "Gwen". Sin embargo, cuando se constató que el "Gwen" era una nueva versión del Ki-21, se le cambió el nombre a "Sally 3", con "Sally 1" y "Sally 2" refiriéndose a los modelos anteriores con motor Ha-5 y Ha-101.

## Operadores
Japón
- Servicio Aéreo del Ejército Imperial Japonés
- Dai Nippon Kōkū

 Manchukuo
- 6 operados por la Fuerza Aérea Imperial de Manchukuo

 Tailandia
- Real Fuerza Aérea de Siam 9 unidades Ki-21-Ib, designados B.Th3 y entregados en 1940

 Francia
- Armée de l'Air Operó al menos un Ki-21 como transporte en Indochina.[1]

 Indonesia
- Fuerza Aérea de Indonesia

## Especificaciones (Mitsubishi Ki-21-IIb)
Referencia datos: 

### Características generales
- Tripulación: 5 / 7
- Longitud: 16 m
- Envergadura: 22,5 m
- Altura: 4,85 m
- Peso vacío: 6070 kg
- Peso máximo al despegue: 10600 kg
- Planta motriz: 2× radial de 14 cilindros en doble hilera refrigerados por aire Mitsubishi Ha-101.
  - Potencia: 1140 kW (1572 HP; 1550 CV) cada uno.
- Hélices: tripala, de paso variable Sumitomo-Hamilton[4]

### Rendimiento
- Velocidad nunca excedida (Vne): 485 km/h (301 MPH; 262 kt)
- Velocidad crucero (Vc): 380 km/h (236 MPH; 205 kt)
- Alcance: 2700 km
- Techo de vuelo: 10000 m
- Régimen de ascenso:  6000 m en 13 min 13"
- Carga alar: 152,44 kg/m²

### Armamento
- Ametralladoras: 5× Tipo 89 cal. 7,70 mm en posiciones delantera, trasera, lateral y ventral.
 1× ametralladora Ho-103 cal. 12,7 mm en torreta dorsal
- Bombas: Hasta 1000 kg de carga máxima de acuerdo con el alcance requerido